# Pithecellobium tenue
Pithecellobium tenue är en ärtväxtart som beskrevs av William Grant Craib. Pithecellobium tenue ingår i släktet Pithecellobium och familjen ärtväxter. Inga underarter finns listade i Catalogue of Life.